# Ypsilon Sagittarii
Ypsilon Sagittarii (υ Sagittarii, förkortat Ypsilon Sgr, υ Sgr) som är stjärnans Bayerbeteckning, är en dubbelstjärna belägen i den nordöstra delen av stjärnbilden Skytten. Den har en skenbar magnitud på 4,61 och är synlig för blotta ögat där ljusföroreningar ej förekommer. Baserat på parallaxmätning inom Hipparcosuppdraget på ca 1,8 mas, beräknas den befinna sig på ett avstånd av ca 1 800 ljusår (ca 550 parsek) från solen.

## Egenskaper
Primärstjärnan Ypsilon Sagittarii A är en blå till vit superjättestjärna av spektralklass A2 Ia, även om publicerade spektraltyper varierar från F2P till B5II. Kontraster i spektrumet kan härröra från omgivande stoftskiva, polarstrålar eller från själva stjärnan. Den låga massan och ovanliga kemiska sammansättningen antas också ge upphov till vilseledande spektralkalibreringar, med stjärnan inte så massiv eller så lysande som Ia-ljusstyrkan anger. Den har en massa som är ca 2,5 gånger större än solens massa, en radie som är ca 50 gånger större än solens och utsänder från dess fotosfär ca 39 000 gånger mera energi än solen vid en effektiv temperatur på ca 12 300 K.
Ypsilon Sagittarrii A är en heliumstjärna med nästan total brist på väte. Den har också beskrivits som en neonstjärna på grund av de mycket höga relativa nivåerna av det elementet. Den har avlägsnat dess yttre väteskikt efter att den expanderat från huvudserien. Den antas ha uppstått som en stjärna i huvudserien med en massa motsvarande ca 8 solmassor och expanderat när den förbrukat vätet i dess kärna för att nu vara endast 2,5 gånger tyngre än solen men expanderad till utseendet av en superjättestjärna. Andra uppskattningar ger större massa, som 5,45 och 8,56 solmassor vid den kända lutningen hos rotationsaxeln på 50°.
Ypsilon Sagittarrii A är klassificerad som en PV Telescopii-variabel, även om den ursprungligen angavs som en förmörkelsevariabel. Den visar fluktuationer i skenbar magnitud mellan +4,51 och +4,65 med en period på ca 20 dygn. Den klassificeras som en enkelsidig spektroskopisk dubbelstjärna, men starka excitationslinjer från följeslagaren kan noteras i ultraviolett ljus.
Följeslagaren, Ypsilon Sagittarrii B, är mer massiv än primärstjärnan, men så svag i det synliga ljusområdet att den inte kan upptäckas. Den anses vara en stjärna i huvudserien av spektralklass B som tillförs massa från primärstjärnan.